# Базальтовые столбы
Базальтовые столбы — столбчатая отдельность изверженных горных пород, геологический памятник природы местного значения, уникальное произведение природы. Второе название — «чёрное золото Украины». Находится в Ровненском районе Ровненской области, возле села Базальтовое.

## Описание
Заповедник занимает площадь размером 0,8 гектара. Располагается на базе Ивано-Долинского месторождения базальтов (Яновой, также Ивановой, Долиной называлось нынешнее село Базальтовое до 1943 г.). Базальтовые столбы расположены на западном склоне Украинского кристаллического щита. Общая протяжённость отложений базальтов в пределах 180—230 метров.
Природоохранный статус получил в 1972 году. Сейчас разработку базальтов проводит ПАО «Ивано-Долинский спецкарьер». Предприятие использует базальтовое сырье для производства щебня и бутового камня.
В Полесье Украины залежи базальтов представляют собой застывшие лавовые потоки. Базальтовые столбы в поперечном разрезе имеют форму от 4- до 7- и даже 8-гранных. Обладают свойством давать прямой ровный скол. Толщина столбов колеблется от 0,6 до 1,2 метра. Зачастую встречаются базальтовые столбы толщиной 0,8—1,0 м и высотой 3—30 м. В идеальном случае базальтовый столб представляет собой равностороннюю шестиугольную призму с тремя парами параллельных граней.
Большие залежи базальта были открыты возле сёл Новый Берестовец и Базальтовое в XVIII веке.

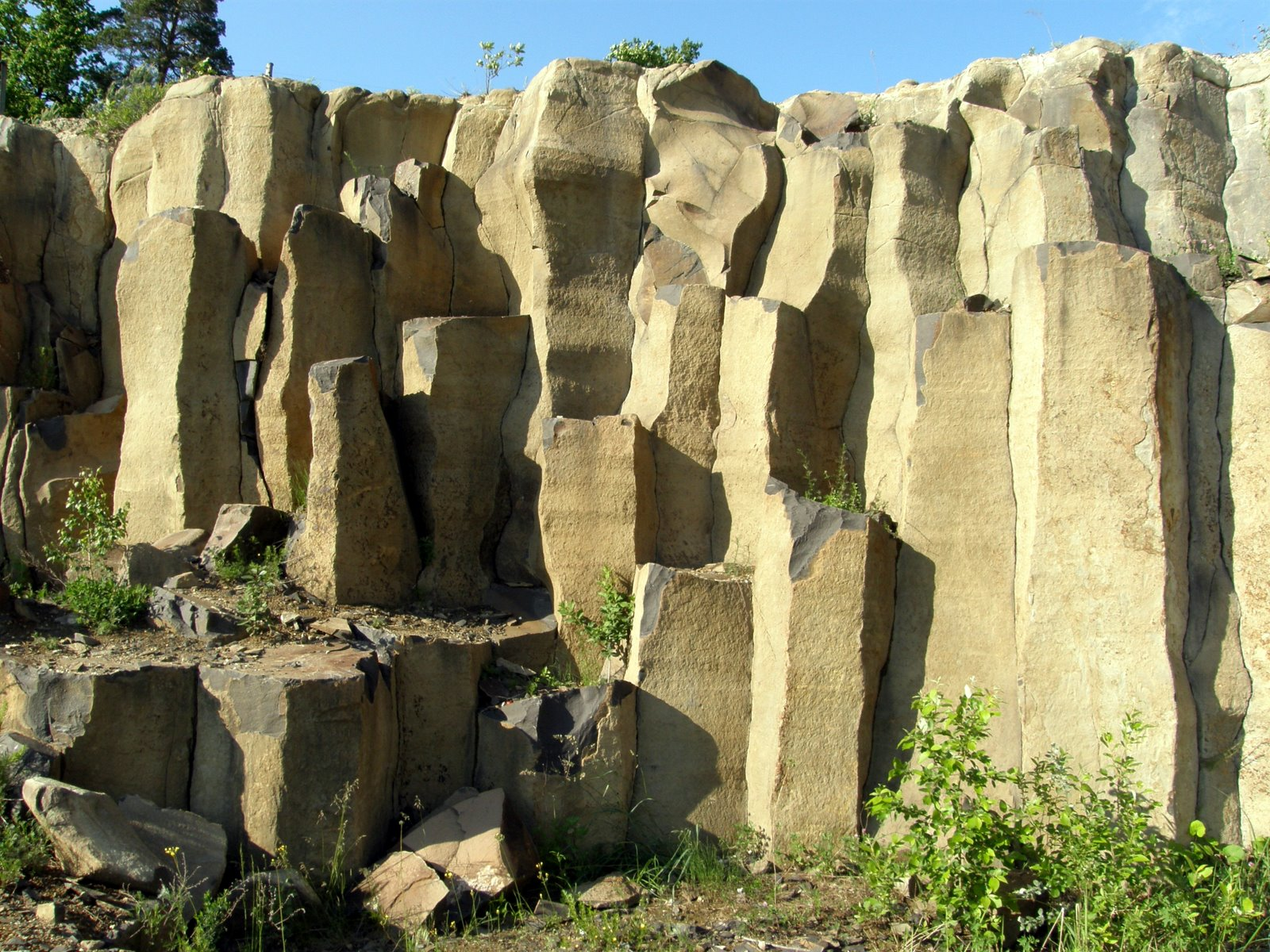
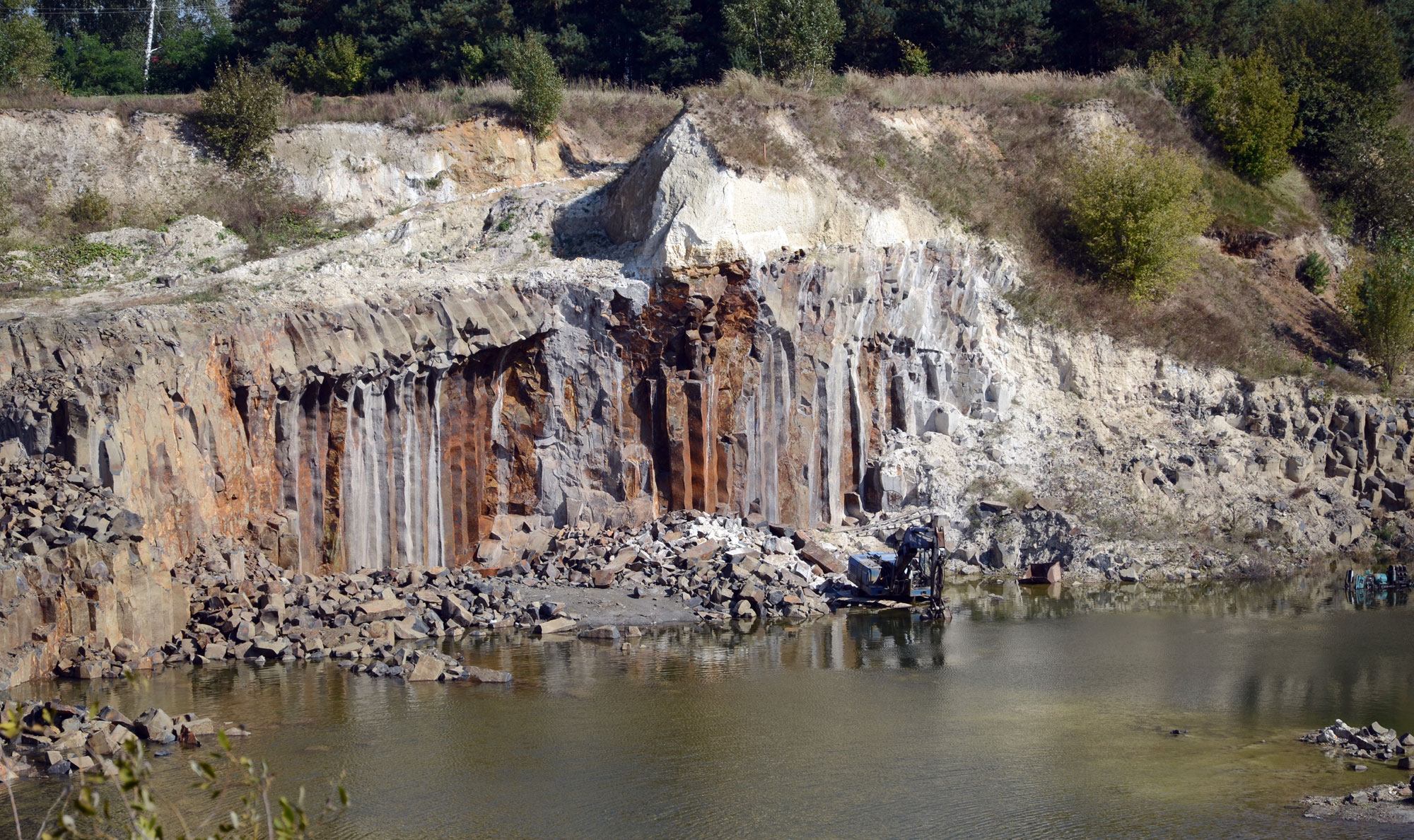
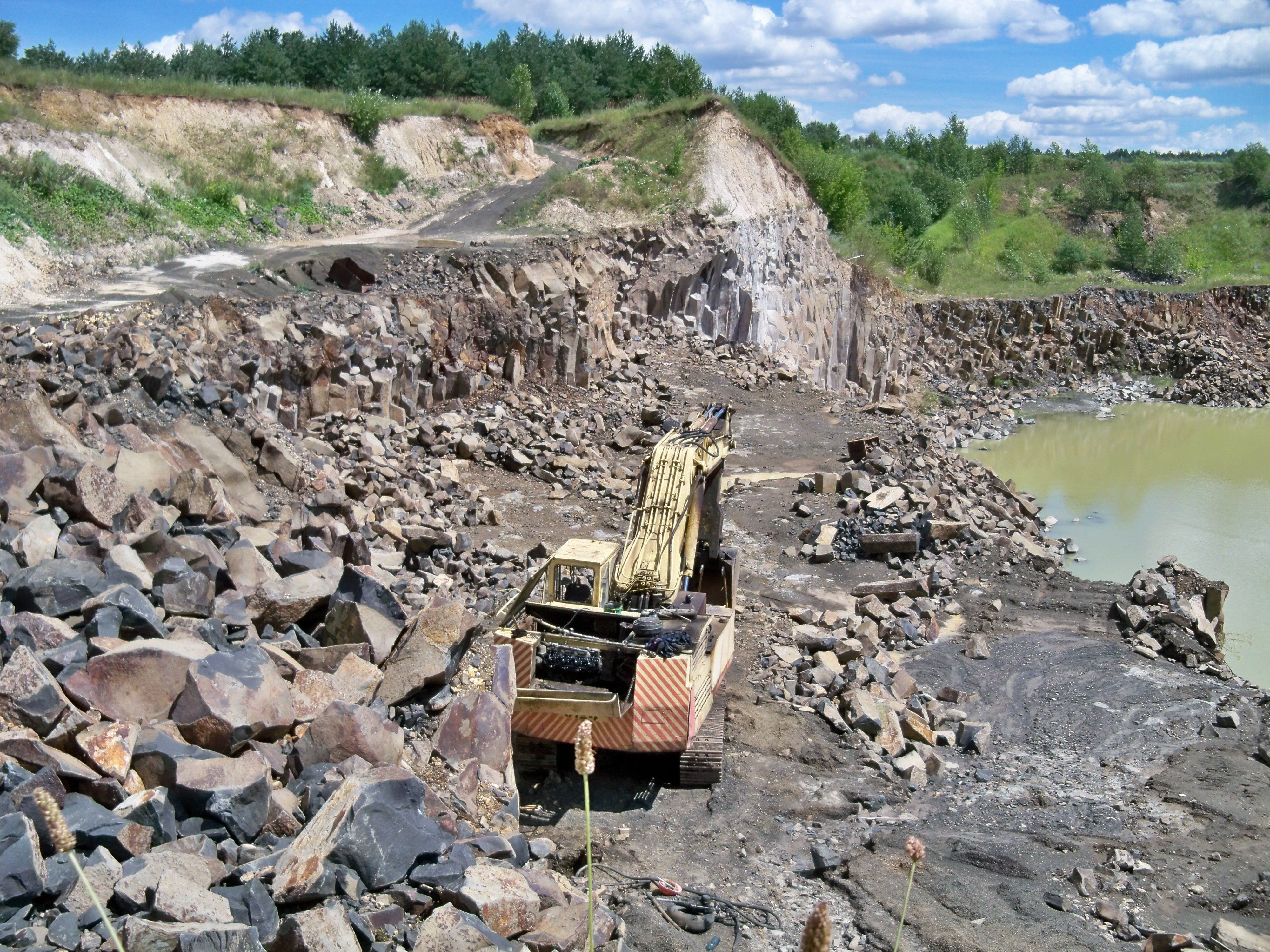
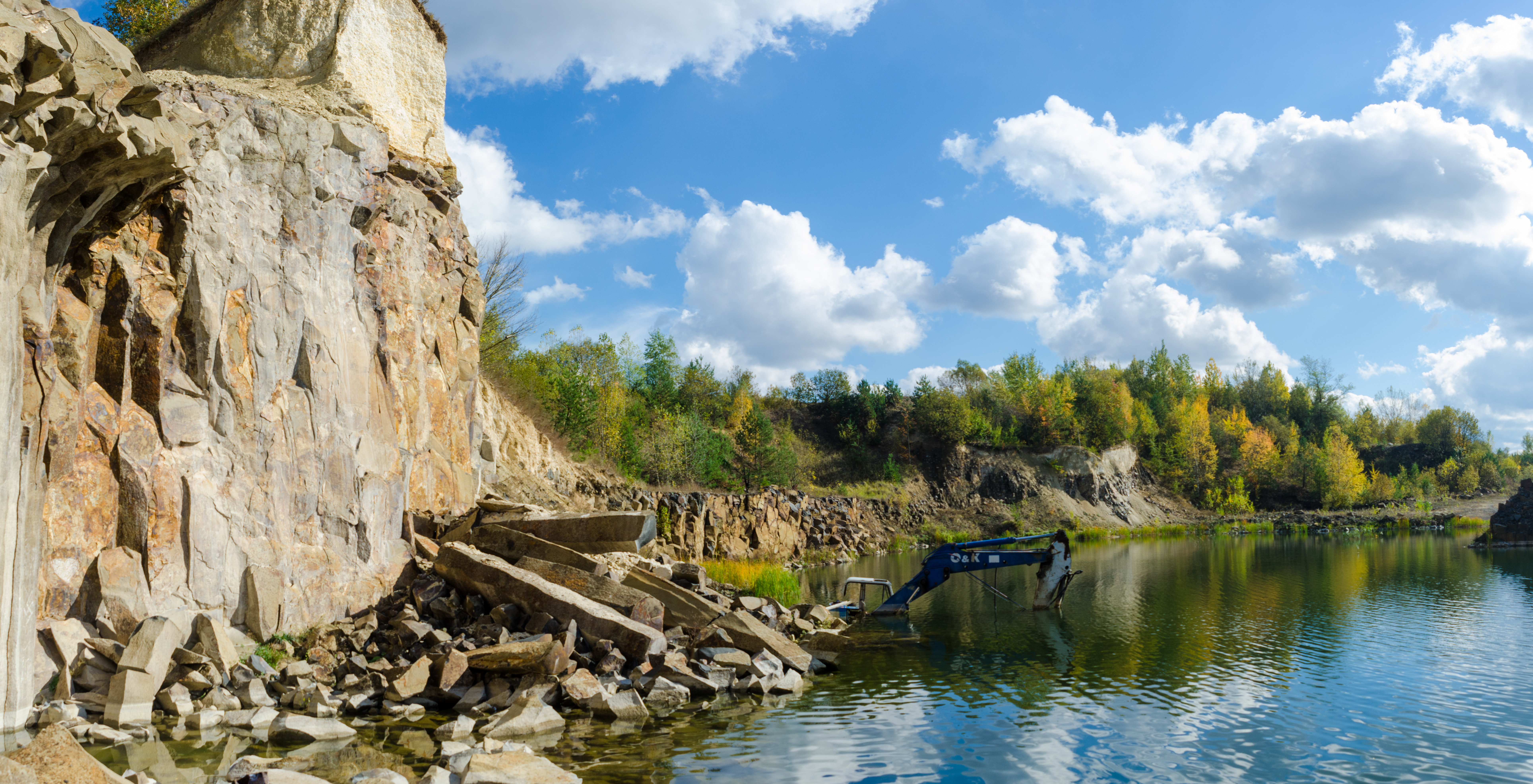
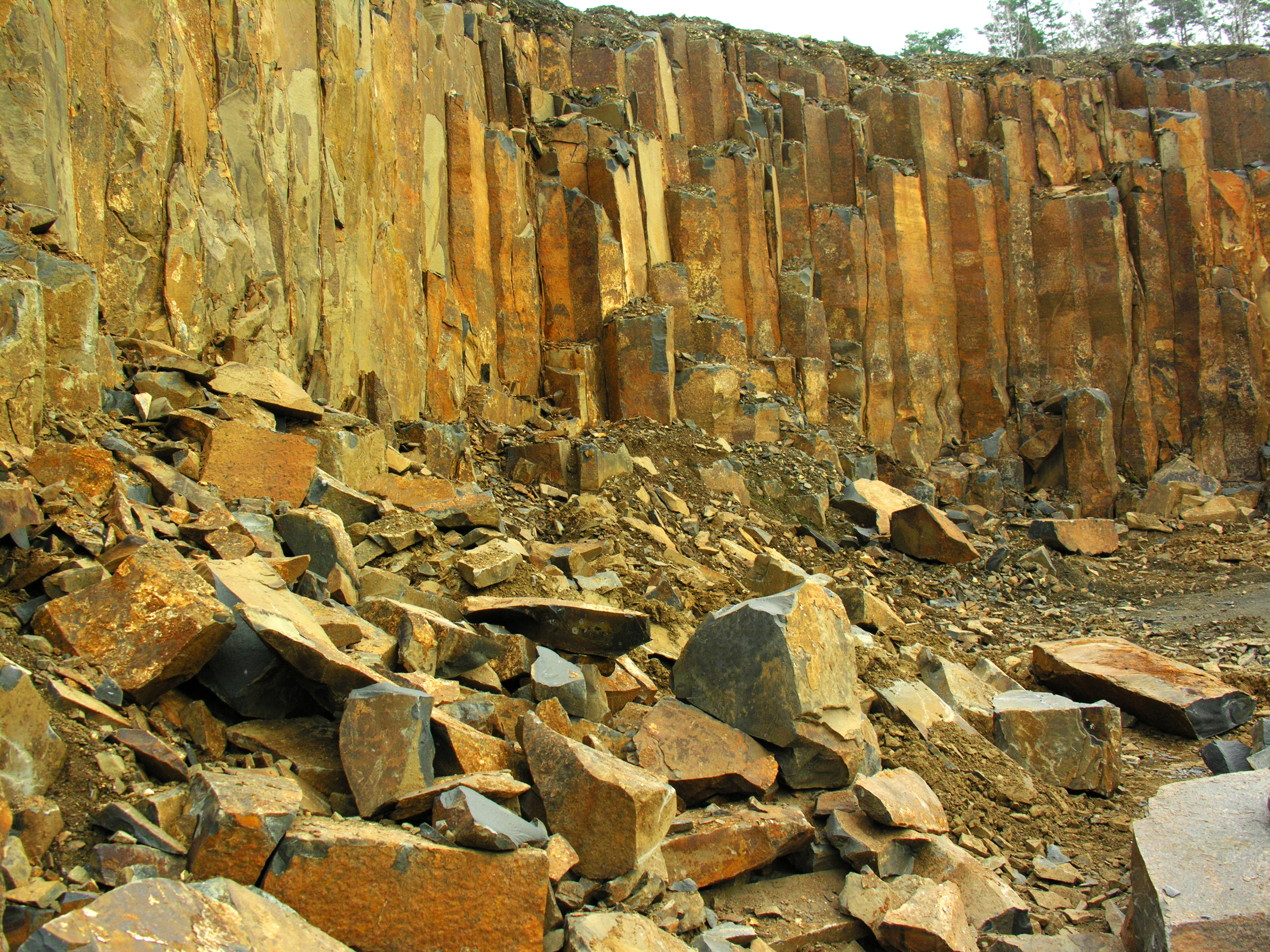

Также на территории заказника имеются минералы адуляр, хлорит, янит, кварц, халцедон, кальцит, барит, гематит, пирит, марказит, псиломелан, борнит, азурит, медь самородная.
Плотные ряды колонн-многогранников поражают монументальностью и геометрическим совершенством. Базальтовые столбы — магматическая порода, разбитая трещинами на характерные для базальта столбчатые структуры. Это прекрасный естественный блочный материал для изготовления высококачественной искусственной продукции (облицовочные изделия, памятники и их элементы, плитка, бордюры и др.).
Из базальта с Ивановой Долины создавали брусчатку для мощения улиц и площадей в столицах Европы (Париже, Лондоне и др.). Именно этим базальтом выложили Красную площадь в Москве в XVI веке.

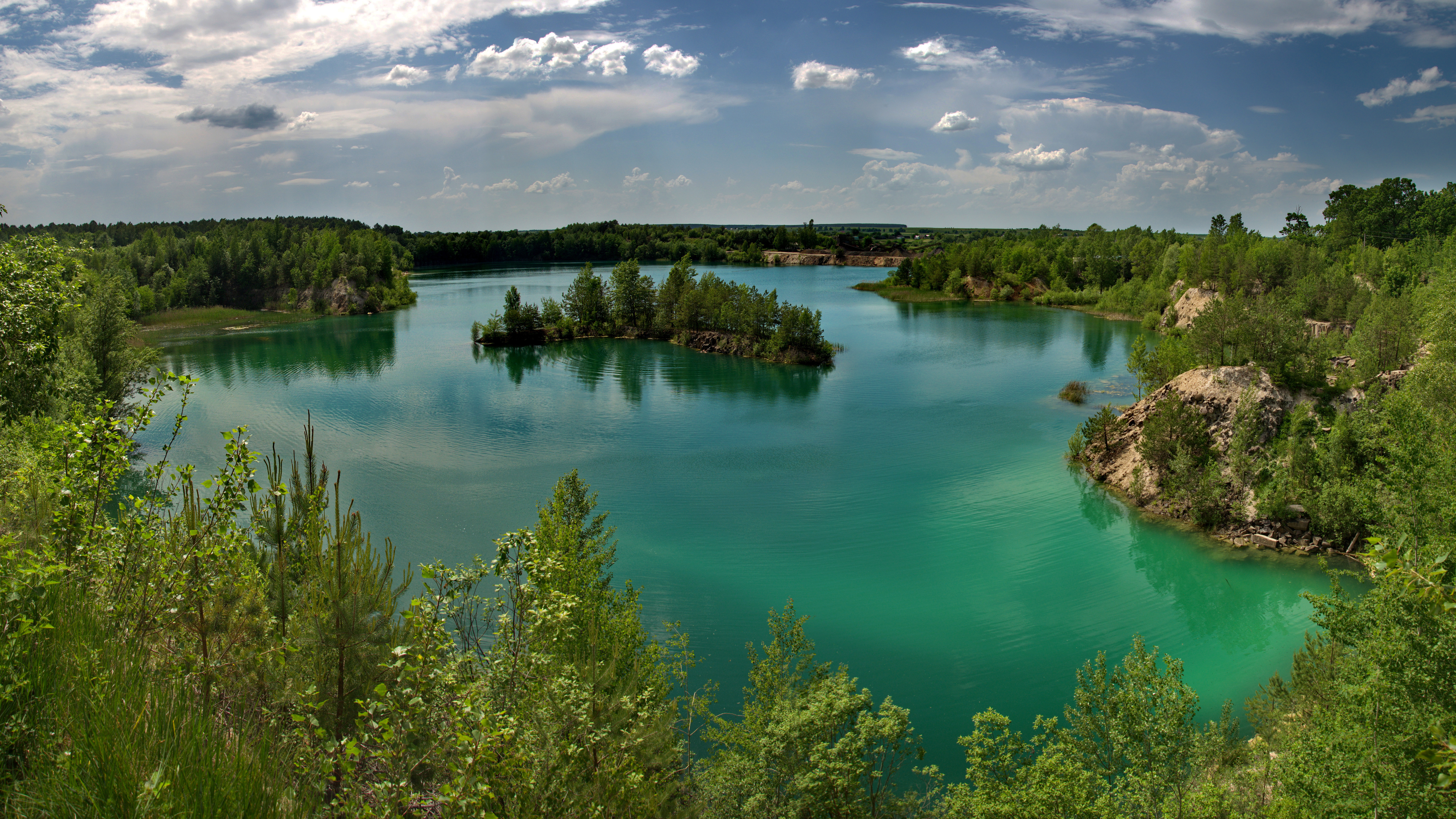
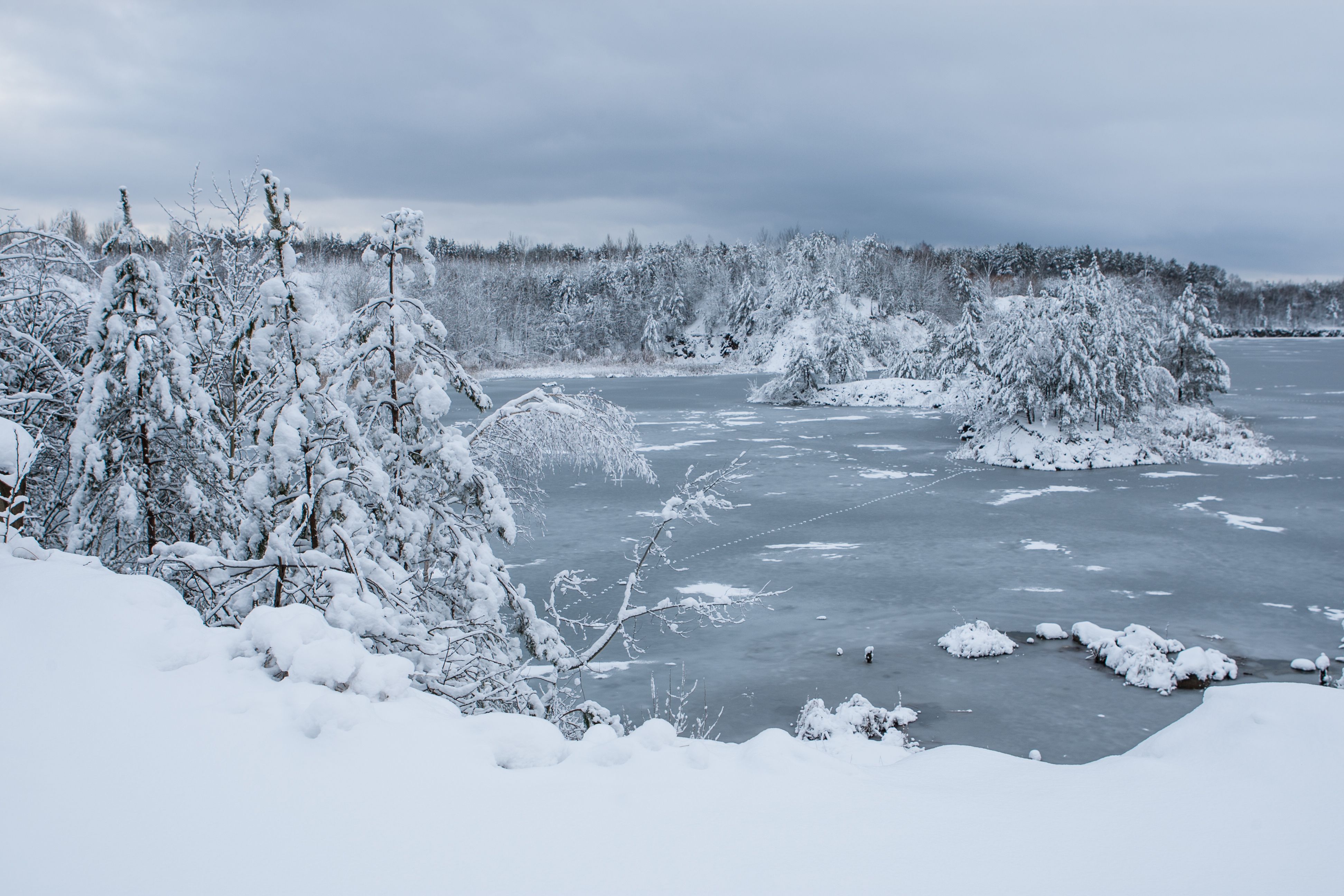
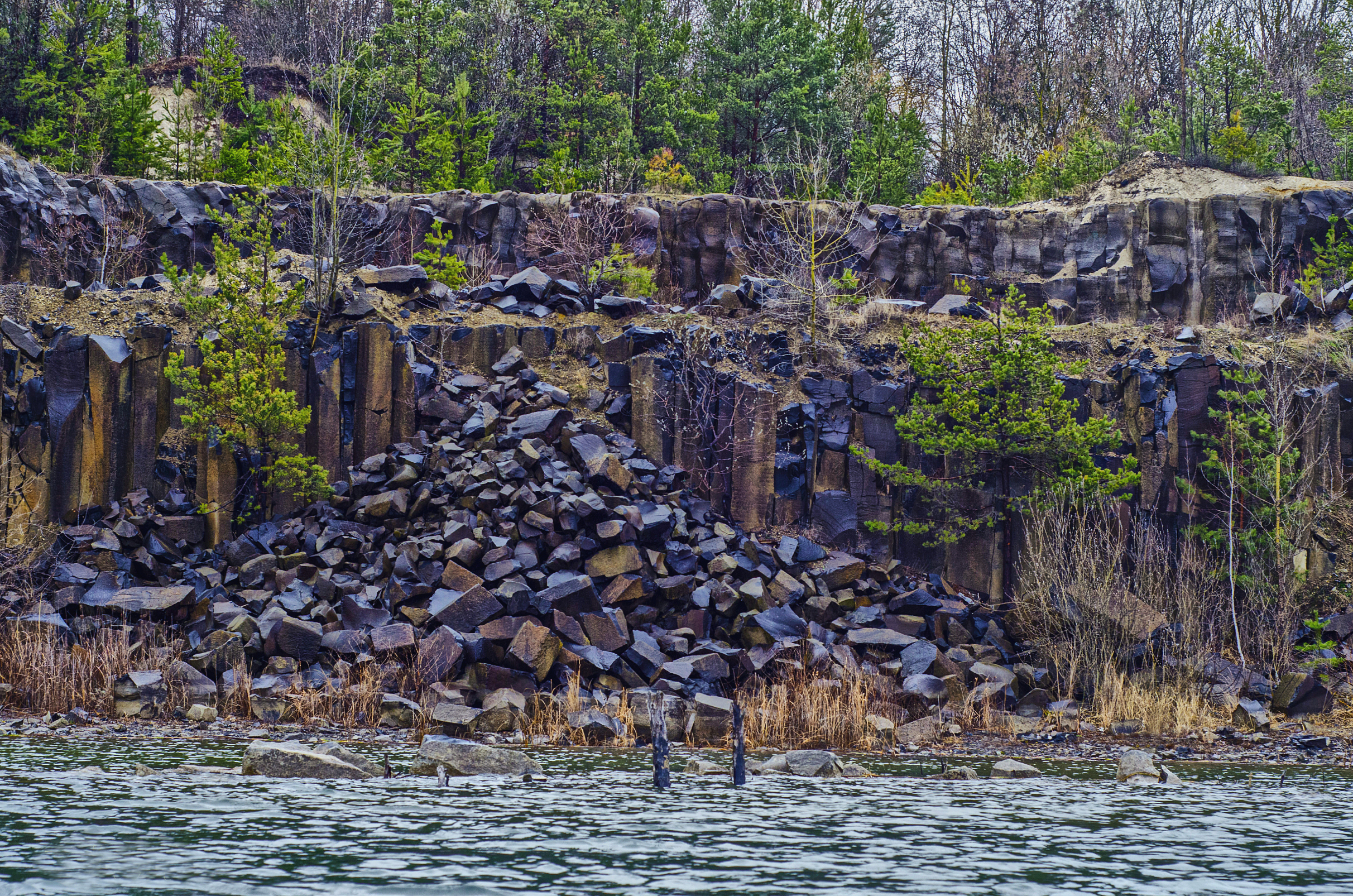
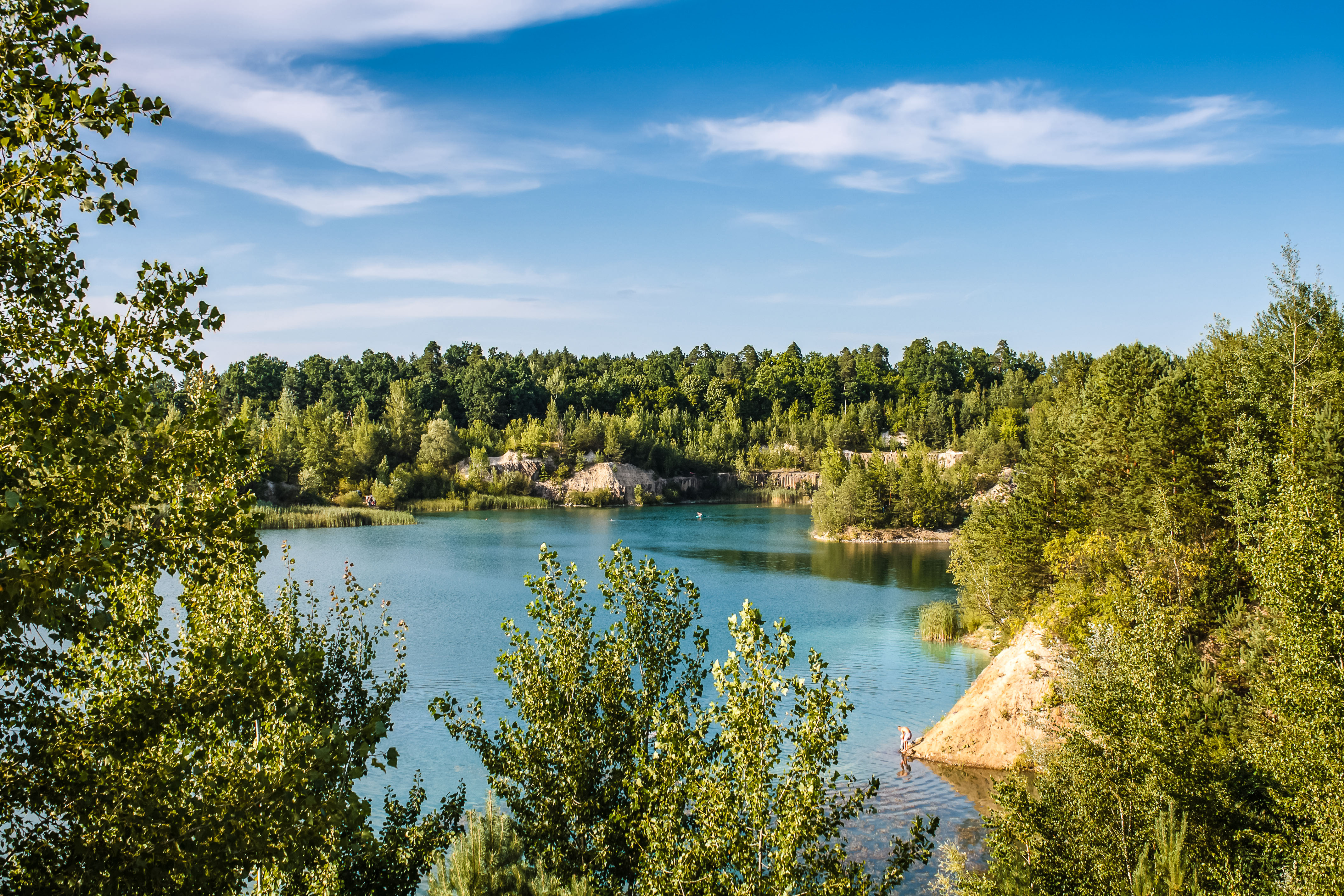

Промышленная добыча ведётся открытым способом. Некоторые карьеры затоплены, и в сочетании со спокойной гладью воды базальтовые стены выглядят особенно живописно. Самый красивый карьер с базальтовыми столбами расположен в урочище Янова Долина возле села Базальтовое. Посреди затопленного водой карьера здесь образовался маленький островок, получивший название «Остров любви».